# Staurothele pallidipora
Staurothele pallidipora är en lavart som beskrevs av P. M. McCarthy. Staurothele pallidipora ingår i släktet Staurothele och familjen Verrucariaceae.   Inga underarter finns listade i Catalogue of Life.